# 藩士

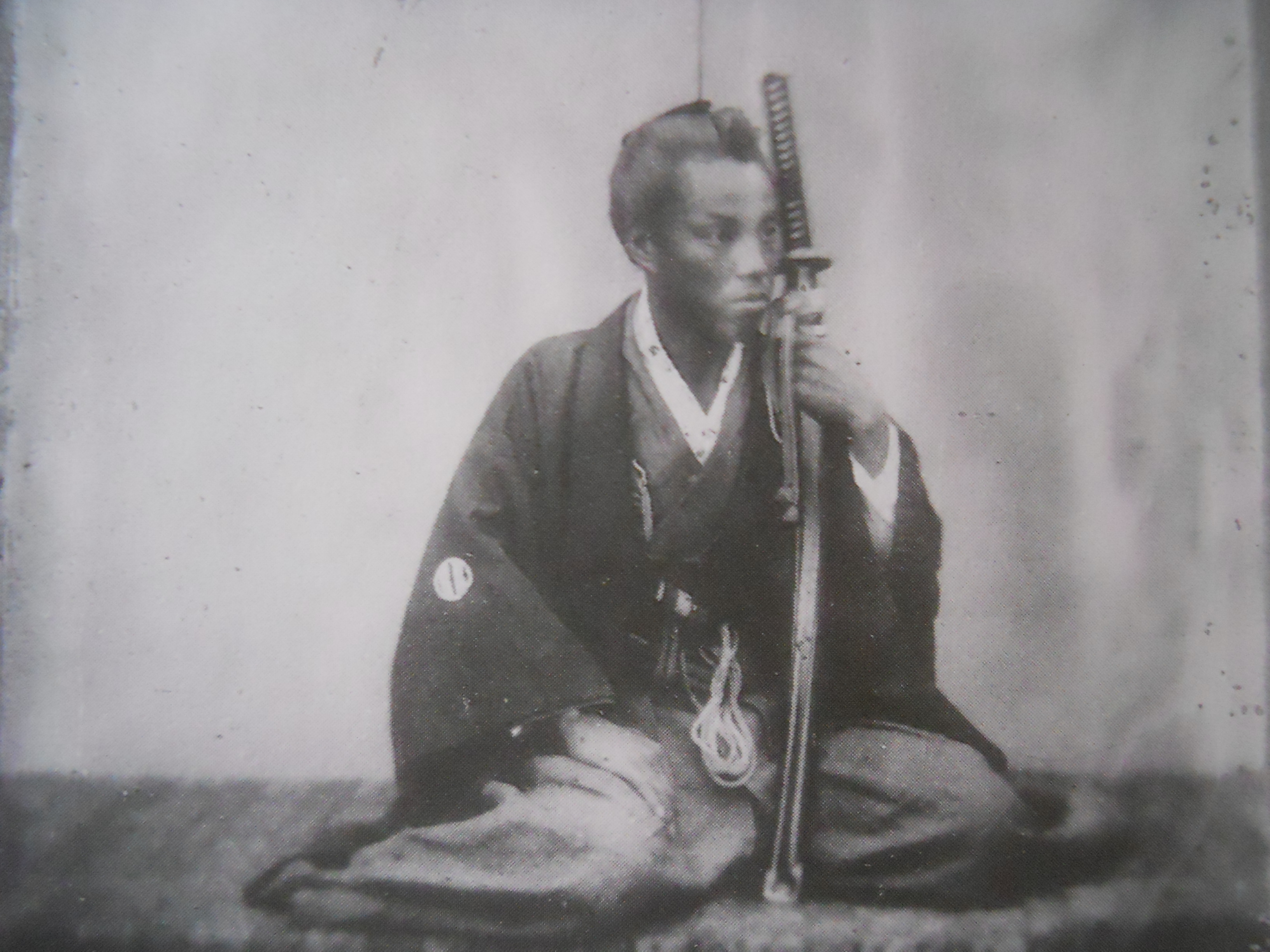
武州忍藩士・吉田庸徳
慶応4（1868年）、（下岡蓮杖撮影）

藩士（はんし）は、江戸時代の各藩に仕えた武士およびその構成員を指す歴史用語。
江戸時代には「藩」という言葉自体と同様、「藩士」も大名の家来の呼称としてほぼ用いられなかった。
例えば、薩摩藩の藩士なら自らのことを「薩摩藩士某」と名乗るのではなく「島津家家臣某」と名乗った。

## 著名な藩士

### 薩摩藩
- 大久保利通
- 海江田信義
- 西郷隆盛
- 黒田清隆
- 松方正義
- 大山巌
- 西郷従道
- 調所広郷
- 小松清廉
- 五代友厚

### 長州藩
- 井上馨
- 高杉晋作
- 吉田松陰
- 木戸孝允
- 伊藤博文
- 山縣有朋
- 山田顕義
- 来島又兵衛
- 福原元僴
- 周布政之助
- 久坂玄瑞
- 国司親相
- 佐藤信寛

### 土佐藩

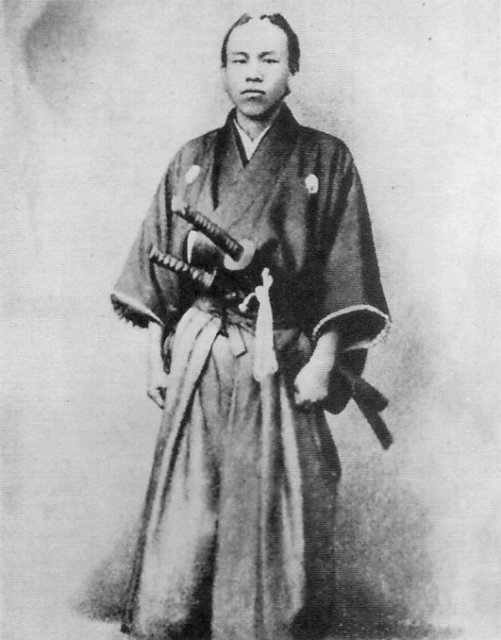
佐賀藩士時代の大隈重信

- 板垣退助
- 後藤象二郎
- 望月亀弥太
- 吉田東洋
- 田中光顕
- 谷干城
- 土方久元
- 坂本龍馬

### 佐賀藩
- 大隈重信
- 江藤新平
- 佐野常民
- 副島種臣
- 島義勇
- 大木喬任

### 熊本藩
- 横井小楠
- 河上彦斎
- 太田黒伴雄
- 宮部鼎蔵
- 加屋霽堅

### 福井藩
- 橋本左内
- 三岡八郎

### 会津藩
- 西郷頼母
- 山本覚馬
- 佐川官兵衛

### 彦根藩
- 長野主膳

### 大村藩
- 渡辺清
- 渡邊昇

### 紀州藩
- 陸奥宗光
- 津田出